# Donny Elwood
Donny Elwood (né Ella Owoudou Albert Dieudonné en 1968 à Ebolowa) est un auteur-compositeur-interprète camerounais. Il est aussi comédien, réalisateur et producteur.

## Biographie

### Enfance et débuts
Donny Elwood est originaire du sud Cameroun. Il grandit à Yaoundé au quartier Essos. Il est parfois pris pour un descendant des Pygmées en raison de sa chanson Je suis pygmée (cf. album Négro et beau, 1996).

### Carrière
Il chante en français et en éwondo.

## Discographie
Ses albums ont été arrangés et réalisés par le musicien, compositeur et arrangeur camerounais Jay Lou Ava.
- 1996 : Négro et beau [2]
- 2001 : Eklektikos [3]
- 2013 : Offertorium [4]

## Filmographie
- Les Nul’Art, groupe de comédiens fondé par Donny Elwood[5]
- 1992 : Quartier Mozart de Jean-Pierre Bekolo :acteur (Prix Afrique en Création au festival de Cannes, Prix Swissair et Carte jeune au festival de Locarno, Mention spéciale au festival des Films du Monde de Montréal)

## Engagements
- Président de « Pygmoïd » Association culturelle, organisatrice d’événements, production de musiques, spectacles et cinéma.
- Président d'ACM (association camerounaise des métiers de la musique) Créée en 2009 pour contribuer à la lutte contre la piraterie des œuvres artistiques au Cameroun à travers le projet « Vigilance Anti Pirate » lancé officiellement le 20 juin 2009 à travers une marche pacifique de sensibilisation contre la piraterie dans les rues de Yaoundé.

## Distinctions
- 1996 : Meilleur artiste de l’année au Cameroun [6]
- 1996 : Meilleure vente d’albums au Cameroun [7]
- 1997 : Prix de la francophonie [6]
- 2001 : Nomination aux Koras Awards en Afrique du Sud : prix du 2e meilleur album africain attribué en 2002 [6]